# صدای پای آب
صدای پای آب نام پنجمین کتاب از هشت کتاب (مجموعه اشعار) سهراب سپهری است، که اولین چاپ آن در سال ۱۳۴۴ در مجله آرش، دوره دوم، شماره سه، منتشر شد.

## فهرست اشعار
کتاب صدای پای آب تنها شامل یک شعر به همین نام است، که به نوعی زندگینامه سهراب سپهری از دیدگاهی شاعرانه و عارفانه نیز می‌باشد. بیشتر افراد سهراب سپهری را با این شعر می‌شناسند. سهراب در ابتدای این کتاب می‌نویسد: «صدای پای آب، نثار شب‌های خاموش مادرم!»، و در پایان کتاب آمده‌است: «کاشان، قریه چنار، تابستان ۱۳۴۳.»